# Giełda Papierów Wartościowych w Osace
Giełda Papierów Wartościowych w Osace (jap. 株式会社大阪証券取引所 Kabushiki-gaisha Ōsaka Shōken Torihikijo, OSE) – druga co do wielkości giełda papierów wartościowych w Japonii, z siedzibą w Osace.

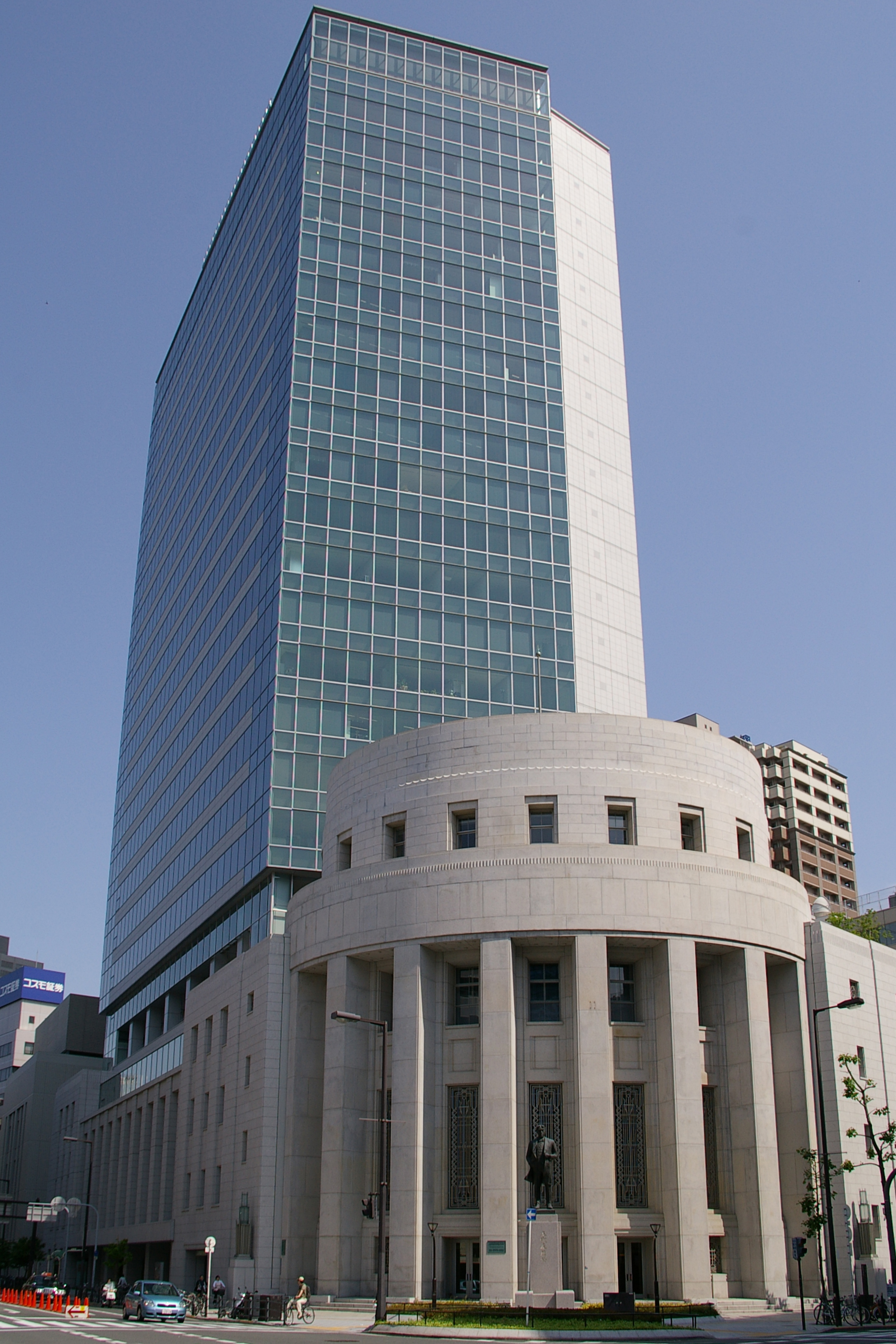
Budynek Osaka Securities Exchange w Chuo-ku w Osace

Wprowadzony w 1988 roku na giełdzie w Osace indeks Nikkei 225 Futures jest obecnie powszechnie rozpoznawanym na świece indeksem kontraktów terminowych. W odróżnieniu od giełdy w Tokio, giełda w Osace specjalizuje się w transakcjach na rynku terminowym. W latach 1990–1991 Giełda Papierów Wartościowych w Osace była największym na świecie rynkiem, na którym handlowano kontraktami terminowymi.